# Канюк Андрій Володимирович
Андрій Володимирович Канюк (*12 червня 1983, Львів, Україна) — український футболіст. Захисник аматорського клубу «Карпати» (Яремче).
Грав за команди  Івано-Франківська «Спартак» і «Прикарпаття»,  «Спартак-2» Калуш, «Буковина» Чернівці, «Галичина-Карпати» Львів, «Карпати-2» Львів, «Інтер» Боярка, «Зоря» Луганськ, МФК «Миколаїв» Миколаїв, «Кримтеплиця» Молодіжне. 